# Bild (tidning)
Bild, tidigare Bild-Zeitung, är en tysk morgontidning som publiceras från måndag till lördag. Söndagsutgåvan heter Bild am Sonntag (BamS). Det är den mest sålda europeiska tidningen och hade 2016 den sextonde största upplagan i världen.
Tidningen ges ut av Axel Springer AG. Tidningen liknar till innehållet en kvällstidning och har beskrivits som "ökänd för sin blandning av skvaller, inflammatoriskt språk och sensationalism" och har ett enormt inflytande på tyska politiker. Dess närmaste engelskspråkiga stilistiska och journalistiska motsvarighet anses ofta vara den brittiska tidningen The Sun, som är den näst mest sålda europeiska tabloidtidningen.

## Historia
Tidningen grundades av Axel Springer 1952. Det bestod mestadels av bilder (därav namnet Bild, tyska för bild). 
Redaktionen var från början konservativ och nationalistisk.
1977 arbetade den undersökande journalisten Günter Wallraff i fyra månader som redaktör för Bild i Hannover. Han gav sig själv pseudonymen "Hans Esser". I sina böcker Der Aufmacher ("Lead Story") och Zeugen der Anklage ("Vittnen för åklagaren") skildrar han sina upplevelser på tidningens redaktion och den journalistik som han mötte där. Han har beskrivit hur anställda visade förakt för vanliga människors integritet och ett utbrett användande av oetiska journalistiska metoder och redigeringsteknik. Wallraffs undersökningar låg också till grund för filmen The Man Inside från 1990.
Under 28 år, från 1984 till 2012, hade Bild barbröstade kvinnor på sin första sida. Sammanlagt publicerade tidningen mer än 5000 topless-bilder.
Tidningen Der Spiegel anklagar ofta Bild för att driva Tyskland ytterligare till höger och ifrågasätter Bilds moraliska normer och journalistiska kvalitet.